# 崇高與美的哲學探索
《崇高与美的哲学探索》 是一部发表于1757年（第二版1759年）的美学论文，作者是埃德蒙·伯克。这是第一部完整的哲学论述，区分了崇高与美这两个各自独立的理性范畴。此书引起了著名思想家如丹尼斯·狄德罗和伊曼努尔·康德的关注。

## 概要
根据伯克的说法，美是形状优美且具有审美愉悦感的东西，而崇高则是拥有压倒性力量并能够摧毁我们的事物。对崇高的偏好标志着从新古典主义向浪漫主义的过渡。
伯克认为，我们对美与崇高的观念可以通过它们的四因说来理解。根据亚里士多德物理学和形而上学，因果关系可以分为形式因、质料因、动力因和目的因。美的形式因是爱之激情；质料因与某些物体的特质有关，如小巧、光滑、精致等；动力因是我们的神经的平静；目的因是上帝的安排。伯克关于美的独特观点在于，美无法通过传统的基础（如比例、适合或完美）来理解。崇高也有其不同于美的因果结构。其形式因是恐惧的激情（尤其是对死亡的恐惧）；质料因是物体的浩大、无限、壮丽等特质；动力因是我们的神经紧张；最终原因是上帝创造并战胜了撒旦，正如约翰·弥尔顿在其史诗《失乐园》中所表达的那样。

## 康德的评论
伊曼努尔·康德批评伯克未能理解在体验美与崇高时产生的心理效果之因果关系。康德认为，伯克仅仅收集了数据，等待未来的思想家来解释它们。
要进行心理观察，就像伯克在他的美与崇高的论文中所做的那样，以便为未来系统连接经验规则提供材料，而不试图理解它们，这大概是经验心理学唯一真正的职责，它几乎不可能有资格成为哲学科学。——伊曼努尔·康德，《判断力批判》初版引言，X。